# Pérdicas I de Macedonia
Pérdicas I (griego antiguo Περδίκκας Α) era un rey de Macedonia h. 700 a. C.-678 a. C. Fue hijo de Tirimas de Macedonia y nieto de Coeno de Macedonia, durante su reinado los macedonios conquistaron la zona costera del golfo Termaico entre las desembocaduras de los ríos Haliacmón y Axio.

## Origen legendario de su realeza
Según Heródoto, 

tres hermanos -Gavanes, Aéropo y Pérdicas- que descendían de Témeno  huyeron de Argos a Iliria, desde donde pasaron a la Alta Macedonia y llegaron a la ciudad de Lebea. En dicha ciudad trabajaron a sueldo al servicio del monarca: uno apacentaba caballos, el otro bueyes y Pérdicas, el más joven de los tres, ganado menor.

El marco sociopolítico de esta leyenda narrada por Heródoto es el de la monarquía agraria del tipo que aparece en los poemas homéricos.
Heródoto continúa el relato, diciendo que cada vez que la mujer de dicho monarca horneaba el pan con que los alimentaba, la hogaza de Pérdicas se hacía el doble de grande. El rey, al contárselo su mujer, abrigó la idea de que dicho prodigio presagiaba algo serio, y ordenó a los tres hermanos que se fueran de sus tierras, pero ellos le reclamaron su salario. Estaban reunidos en la estancia principal de la casa (el mégaron), y un rayo penetró por el agujero que servía de chimenea y el monarca exclamó señalando el rayo de sol: «¡Ese es el salario que os merecéis y que os entrego!». Gavanes y Aéropo no reaccionaron, pero Pérdicas dijo que aceptaban lo que les daba, y con un cuchillo trazó un círculo alrededor de la luz que el sol proyectaba en el suelo de la estancia y tres veces hizo como que sacaba del círculo la luz del sol y que la introducía en el pliegue de su túnica. Acto seguido se marcharon. 
Simboliza, que además de que Pérdicas coge los tres salarios, toma posesión de lo que el sol ilumina: la tierra del país, según la concepción irania del švareno (el esplendor luminoso de la majestad real), según la cual el sol es un rasgo distintivo de la realeza, y de la germánica del Sonnenlehen, de la posesión del sol, donde se pone al astro rey por testigo.
Sigue diciendo Heródoto, que enterado el rey del significado, envió a unos jinetes para que los mataran. Pérdicas y sus hermanos cruzaron un río, y éste creció tanto que los perseguidores no pudieron vadearlo. 
Los tres hermanos llegaron a Macedónide y se establecieron en los jardines que, según Heródoto, pertenecieron al rey Midas, el mítico rey de Frigia. Se alzaba allí el monte Bermio. Se adueñaron de la región y usándola como base de operaciones conquistaron el resto de Macedonia, es decir los territorios costeros entre el río Haliacmón y el Axio, así como la Macedonia meridional y septentrional, en perjuicio, sobre todo, de peonios y tracios.  Este proceso de extensión del Reino de Macedonia fue paulatino, prolongándose por espacios de tres siglos y medio. 
| Predecesor: Tirimas | Rey de Macedonia 700 - 678 a. C. | Sucesor: Argeo I |